# وترانیو
وترانیو (به لاتین: Vetranio) (درگذشتهٔ ۳۵۶) برای مدت کوتاهی امپراتور روم از ۱ مارس تا ۲۵ دسامبر ۳۵۰ به‌طور مشترک با کنستانتیوس دوم بود.

## زندگینامه

### سال‌های آغازین و رسیدن به قدرت
وترانیو در خانواده‌ای از طبقات پایین جامعه در موئسیا زاده شد، در ارتش کنستانتین یکم خدمت نمود و در زمان کنستانس یکم به فرماندهی سپاه رسید. در ۳۵۰ ماگننتیوس، فرماندهٔ سپاه کنستانس علیه او شورید و خود را امپراتور خواند و کنستانس به‌هنگام فرار توسط یکی از مأموران ماگننتیوس کشته شد. وترانیو در آن زمان در ایلیریکوم بود و با آگاهی یافتن از این موضوع خود را در ۱ مارس ۳۵۰ امپراتور نامید.
فیلوستورژیوس، تاریخ‌نگار بیزانسی به این نکته اشاره می‌کند که وترانیو با کمک کنستانتینا، خواهر کنستانتیوس دوم به این مقام دست یافت. کنستانتینا با شوهرش هانیبالیانوس (کشته‌شده در ۳۳۷) در آن منطقه سکنی گزیده بود و اینک امیدوار بود تا با کمک وترانیو بتواند امنیت منطقهٔ بالکان را برای برادرش، در برابر حملهٔ ماگننتیوس حفظ نماید. وترانیو پس از انتخاب‌شدنش به‌سرعت از کنستانتیوس درخواست کمک نمود. کنستانتیوس دوم با به رسمیت شناختن او نیم‌تاجی را برایش فرستاد و به سپاهیانش در منطقهٔ مرزی پانونیا فرمان داد تا او را حمایت نمایند. او همچنین کمک‌هایی نظامی را برای وترانیو ارسال نمود.
اما در همان زمان ماگننتیوس به مذاکره با رقیبانش پرداخت و پیمان‌نامه‌ای بین او و وترانیو امضا شد. او همچنین دخترش را برای همسری به کنستانتیوس دوم پیشنهاد داد و خود نیز خواهان ازدواج با کنستانتینا شد. اما کنستانتیوس مذاکره با ماگننتیوس را نپذیرفت و حتی چند تن از سفرای او را به‌عنوان گروگان پیش خود نگاه داشت.

### خلع از امپراتوری و مرگ
کنستانتیوس دوم سرانجام در اواخر پاییز ۳۵۰ به ایلیریکوم بازگشت. دو امپراتور در ۲۵ دسامبر ۳۵۰ در نایسوس (نیش امروزی در صربستان) یا بنا به نوشتهٔ برخی از منابع در سیرمیوم، کرسی خطابه‌ای برپا کرده و کنستانتیوس با صدای بلند و خطاب به لشکریان از آنان خواست تا او را در گرفتن انتقام مرگ پسر کنستانتین کبیر یاری رسانند. سپاهیان به کنستانتیوس درود فرستادند و تنها نام او را به‌عنوان امپراتور بر زبان راندند. وترانیو از کنستانتیوس درخواست بخشش کرد و کنستانتیوس او را با گرفتن ردای امپراتوریش از قدرت خلع نمود. او سپس وترانیو را تا پایین پله‌های جایگاه همراهی کرده، او را پدر خطاب نمود و به‌سوی میز شام راهنمایی کرد.
وترانیو دوران بازنشستگی خود را به‌عنوان شهروندی مخصوص در پروسا واقع در بیثینیا گذراند و شش سال بعد در همان‌جا درگذشت.